# Warm winter
Warm winter is het debuutalbum van Memories of Machines. Memories of Machines is een muziekgroep die bestaat uit Tim Bowness en Giancarlo Erra. Bowness zong in no-man, Erra is de gitarist van Nosound. Het album dat in verschillende geluidsstudios in het Verenigd Koninkrijk, Estland, Zweden en Italië is opgenomen, laat vooral horen dat Bowness de grote motor achter de muziek is geweest. De muziek van het album lijkt veelvuldig op die van no-man. Dat gevoel werd versterkt doordat Bowness’ muzikale vriend uit no-man Steven Wilson soms meespeelde en dan weer achter de knoppen zat.  
Het album haalde nergens de albumlijsten.

## Musici
Behalve de twee genoemde leden, speelde een waslijst aan gastmusici mee.
- Tim Bowness – zang, gitaar op Schoolyard ghosts
- Giancarlo Erra – gitaar, toetsinstrumenten
- Michael Bearpark – gitaar op Schoolyard ghosts (ook no-man)
- Stephen Bennett – elektrische piano op Schoolyard ghosts
- Andy Booker – slagwerk op Schoolyard ghosts
- Marianne de Chatelaine – cello op Beautiful songs, At the centre of it all (Samuel Smiles, Heather Nova)
- Peter Chilvers – basgitaar op Schoolyard ghosts
- Myke Clifford – saxofoon op Schoolyard ghosts
- Colin Edwin – contrabas op At the centre of it all (uit Porcupine Tree)
- Robert Fripp – elektronica op Lost and found (uit King Crimson)
- Peter Hammill – gitaar op At the centre of it all (uit Van der Graaf Generator)
- Alessandro Luci – basgitaar op Before we fall, Warm winter, Change me once again
- Paolo Matellacci – toetsinstrumenten op Before we fall, Change me once again
- Jim Matheos – gitaar op Something in our lives (uit Fates Warning en OSI)
- Huxflux Netteralm – slagwerk op Before we fall, Warm winter (uit Paatos)
- Julianne Regan – achtergrondzang op Before we fall, Change me once again (uit All about Eve)
- Aleksei Saks – trompet op Lost and found
- Gabriele Savini – akoestische gitaar op Change me once again
- Steven Wilson – gitaar, toetsinstrumenten op Lucky you, Lucky me
- Gigi Zito – slagwerk op Change me once again

## Muziek
Alle van Bowness en Erra behalve Schoolyard ghosts van Bowness en Lost and found van Bowness, Erra en Fripp.

| Nr. | Titel                               | Duur |
| --- | ----------------------------------- | ---- |
| 1.  | New memories of machines            | 1:31 |
| 2.  | Before we fall                      | 5:12 |
| 3.  | Beautiful songs you should know     | 4:59 |
| 4.  | Warm winter                         | 5:34 |
| 5.  | Lucky you, lucky me                 | 4:17 |
| 6.  | Change me once again                | 5;56 |
| 7.  | Something in our lives              | 4:11 |
| 8.  | Lost and found in the digital world | 5:14 |
| 9.  | Schoolyard ghosts                   | 5:32 |
| 10. | At the centre of it all             | 7:26 |